# Championnats du monde d'aviron 1991
Navigation
Édition précédente Édition suivante
Les championnats du monde d'aviron 1991, vingt-et-unième édition des championnats du monde d'aviron, ont lieu du 21 au 24 août 1991 à Vienne, en Autriche.

## Résultats

### Hommes
| Épreuves                                          | Or | Or            | Argent | Argent        | Bronze | Bronze        |
| ------------------------------------------------- | --- | ------------- | --- | ------------- | --- | ------------- |
| Skiff - M1x                                       | Allemagne Thomas Lange | 6 min 41 s 29 | Tchécoslovaquie Václav Chalupa | 6 min 45 s 26 | Pologne Kajetan Broniewski | 6 min 48 s 91 |
| Deux de couple - M2x                              | Pays-Bas Nico Rienks Henk-Jan Zwolle | 6 min 06 s 14 | Union soviétique Uģis Lasmanis Leonid Shaposhnikov                                                                                                 | 6 min 07 s 49 | Allemagne Oliver Grüner André Steiner | 6 min 08 s 36 |
| Quatre de couple - M4x                            | Union soviétique Valeriy Dosenko Sergey Kinyakin Mykola Chupryna Ģirts Vilks                                                                                       | 6 min 08 s 39 | Italie Alessandro Corona Gianluca Farina Massimo Paradiso Filippo Soffici                                                                          | 6 min 11 s 21 | Pays-Bas Rutger Arisz Koos Maasdijk Hans Kelderman Ronald Florijn                                                                             | 6 min 13 s 03 |
| Deux avec barreur - M2+                           | Italie Carmine Abbagnale Giuseppe Abbagnale Giuseppe Di Capua | 7 min 34 s 39 | Pologne Piotr Basta Tomasz Mruczkowski Bartosz Sroga                                                                                               | 7 min 35 s 83 | Tchécoslovaquie Michal Dalecký Dušan Macháček Oldřich Hejdušek                                                                                | 7 min 38 s 02 |
| Deux sans barreur - M2-                           | Grande-Bretagne Steve Redgrave Matthew Pinsent | 6 min 21 s 35 | Yougoslavie Iztok Čop Denis Žvegelj | 6 min 24 s 18 | Autriche Hermann Bauer Karl Sinzinger Jr | 6 min 24 s 51 |
| Quatre avec barreur - M4+                         | Allemagne Armin Eichholz Bahne Rabe Matthias Ungemach Armin Weyrauch Jörg Dedering                                                                                 | 5 min 58 s 96 | Roumanie Dănuț Dobre Dragoș Neagu Valentin Robu Ioan Snep Dumitru Răducanu                                                                         | 6 min 00 s 29 | Pologne Wojciech Jankowski Maciej Łasicki Jacek Streich Tomasz Tomiak Michał Cieślak                                                          | 6 min 01 s 30 |
| Quatre sans barreur - M4-                         | Australie Andrew Cooper Nick Green Mike McKay James Tomkins | 6 min 29 s 69 | États-Unis Thomas Bohrer Patrick Manning Jeffrey McLaughlin Michael Porterfield                                                                    | 6 min 32 s 22 | Allemagne Markus Bräuer Andreas Lütkefels Stefan Scholz Markus Vogt                                                                           | 6 min 34 s 43 |
| Huit - M8+                                        | Allemagne Martin Steffes-Mies Dirk Balster Claas-Peter Fischer Thorsten Streppelhoff Jürgen Hecht (de) Wolfgang Klapheck Ansgar Wessling Roland Baar Manfred Klein | 5 min 50 s 98 | Canada Darren Barber Andy Crosby Robert Bob Marland Derek Porter Michael Mike Rascher Bruce Robertson Don Telfer John Wallace Terrence Paul        | 5 min 51 s 68 | Grande-Bretagne Martin Cross Tim Foster Anton Obholzer Richard Phelps Greg Searle Jonny Searle Jonny Singfield Richard Stanhope Garry Herbert | 5 min 52 s 74 |
| Épreuves poids légers                             | |               | |               | |               |
| Skiff poids légers - LM1x                         | Irlande Niall O'Toole | 6 min 49 s 17 | Allemagne Peter Uhrig | 6 min 49 s 96 | Belgique Wim Van Belleghem | 6 min 52 s 26 |
| Deux de couple poids légers - LM2x                | Allemagne Michael Buchheit Kai von Warburg | 6 min 20 s 04 | Autriche Walter Rantasa Christoph Schmölzer | 6 min 25 s 29 | Pays-Bas Jan van Bekkum Daan Boddeke | 6 min 26 s 22 |
| Quatre de couple poids légers - LM4X              | Australie Simon Burgess Gary Lynagh Bruce Hick Stephen Hawkins | 6 min 37 s 02 | Suède Joakim Brischewski Bo Ekros Lars-Johan Flodin Per Lundberg                                                                                   | 6 min 37 s 25 | France Roland Gaillac Patrick Maïore Laurent Porchier Thierry Renault                                                                         | 6 min 38 s 02 |
| Quatre de couple sans barreur poids légers - LM4- | Grande-Bretagne Christopher Bates Toby Hessian Tom Kay Carl Smith                                                                                                  | 5 min 57 s 60 | Italie Sabino Bellomo Franco Cattaneo Danilo Fraquelli Alfredo Striani                                                                             | 5 min 58 s 61 | Espagne Juan Luis Aguierre Barco Fernando Climent José María de Marco Pérez Fernando Molina Castillo                                          | 6 min 00 s 85 |
| Huit poids légers - LM8+                          | Italie Enrico Barbaranelli Domenico Cantoni Carlo Gaddi Pasquale Marigliano Fabrizio Ranieri Fabrizio Ravasi Andrea Re Roberto Romanini Gaetano Iannuzzi           | 6 min 13 s 21 | France Stéphane Barré Sébastien Bel Bruno Boucher Stéphane Guérinot Laurent Irazusta Benoît Masson Antoine Orieux José Oyarzabal Philippe Spinelli | 6 min 13 s 40 | États-Unis Eduardo Montalvo Tom Hartley Robert Hermann Brian Varga David Collins Dale Hurley Tom Auth James Manson Michael O'Gorman           | 6 min 15 s 25 |

### Femmes
| Épreuves                                | Or | Or            | Argent | Argent        | Bronze | Bronze        |
| --------------------------------------- | --- | ------------- | --- | ------------- | --- | ------------- |
| Skiff - W1x                             | Canada Silken Laumann | 8 min 17 s 58 | Roumanie Elisabeta Lipă | 8 min 20 s 53 | Belgique Annelies Bredael | 8 min 21 s 96 |
| Deux de couple - W2x                    | Allemagne Kathrin Boron Beate Schramm | 6 min 44 s 71 | Roumanie Anișoara Dobre-Bălan Elisabeta Lipă | 6 min 46 s 40 | Union soviétique Ekaterina Khadatovich Sariya Zakyrova | 6 min 47 s 36 |
| Quatre de couple - W4x                  | Allemagne Kerstin Köppen Claudia Krüger Sybille Schmidt Jana Sorgers                                                                              | 6 min 55 s 85 | Union soviétique Yelena Khloptseva Mariya Omelianovych Tetiana Ustiuzhanina Mira Vaganova                                                                    | 7 min 00 s 37 | Roumanie Constanța Burcică Anișoara Dobre-Bălan Doina Ignat Fanica Costea                                                                                   | 7 min 04 s 86 |
| Deux sans barreur - W2-                 | Canada Kathleen Heddle Marnie McBean | 6 min 57 s 42 | Allemagne Stefani Werremeier Ingeburg Althoff | 6 min 59 s 55 | Grande-Bretagne Miriam Batten Fiona Freckleton | 7 min 02 s 28 |
| Quatre sans barreur - W4-               | Canada Kirsten Barnes Jennifer Doey Jessica Monroe Brenda Taylor                                                                                  | 6 min 25 s 47 | États-Unis Shelagh Donohoe Cynthia Eckert Stephanie Maxwell-Pierson Anna Seaton                                                                              | 6 min 27 s 39 | Allemagne Kathrin Haacker Gabriele Mehl Cerstin Petersmann Judith Ungemach-Zeidler                                                                          | 6 min 30 s 30 |
| Huit - W8+                              | Canada Kirsten Barnes Megan Delehanty Jennifer Doey Kathleen Heddle Kelly Mahon Marnie McBean Jessica Monroe Brenda Taylor Lesley Thompson-Willie | 6 min 28 s 20 | Union soviétique Irina Gribko Marina Suprun Nataliya Grigoryeva Ekaterina Kotko Olga Smetannikova Sarmīte Stone Marina Znak Elena Medvedeva Natallia Stasiuk | 6 min 28 s 73 | Roumanie Doina Șnep-Bălan Adriana Chelariu-Bazon Iulia Bobeică Veronica Cochelea Marioara Curela Viorica Neculai Maria Pădurariu Doina Robu Elena Georgescu | 6 min 34 s 07 |
| Épreuves poids légers                   | |               | |               | |               |
| Skiff poids légers - LW1x               | Nouvelle-Zélande Philippa Baker | 7 min 29 s 99 | Pays-Bas Laurien Vermulst | 7 min 32 s 41 | Danemark Mette Bloch Jensen | 7 min 33 s 17 |
| Deux de couple poids légers - LW2x      | Allemagne Claudia Waldi Christiane Weber | 7 min 58 s 53 | États-Unis Lindsay Burns Teresa Zarzeczny | 8 min 00 s 16 | Danemark Elisabeth Fraas Ulla Jensen | 8 min 06 s 32 |
| Quatre sans barreur poids légers - LW4- | Chine Li Fei Liang Sanmei Liao Xiaoli Ou Shaoyan                                                                                                  | 7 min 37 s 06 | Grande-Bretagne Alison Brownless Katharine Brownlow Anna Marie Dryden Claire Davies                                                                          | 7 min 41 s 15 | États-Unis Christine Collins Ellen Minzner Alison Shaw Kelly Sherman                                                                                        | 7 min 43 s 99 |